# Johan Adolf Lundell
Johan Adolf Lundell, född 3 oktober 1803 i Enköping i Uppsala län, död 16 december 1867 i Teda församling, var en svensk amatörorgelbyggare, kyrkoherde och musikdirektör i Sigtuna.

## Biografi
Lundell föddes 3 oktober 1803 i Enköping i Uppsala län och var son till organisten Mathias Lundell och Cajsa Lisa Wahlström.
Lundell lärde sig troligen att bygga orglar av svärfadern och orgelbyggaren Pehr Gullbergson i Lillkyrka. Han utförde reparationer och ombyggnationer (framför allt stämbyten) på orglar i Uppland under 1850– och 1860-talen.
Lundell blev 1837 komminister i Sigtuna församling. År 1853 blev han kyrkoherde i Teda församling. Han är gravsatt på Teda kyrkogård.

## Lista över orglar
| År   | Ursprunglig kyrka   | Stift          | Manualer | Pedal   | Stämmor | Bevarad orgel/fasad | Övrigt |
| ---- | ------------------- | -------------- | -------- | ------- | ------- | ------------------- | --- |
| 1843 | Kalmar kyrka        | Uppsala stift  |          |         |         |                     | Sätter upp ett äldre orgelverk. |
| 1856 | Enköpings-Näs kyrka | Uppsala stift  | 1        | Bihängd | 12      | Ja/Ja               | Renoverad och omdisponerad 1856 med 1 stämma av Johan Adolf Lundell, Teda. Från Scharf III till Vox Candida 8'.                                 |
| 1853 | Teda kyrka          | Uppsala stift  |          |         | 6       | Ja/Ja               | Omdisponerad 1853 av Johan Adolf Lundell, Teda. Orgeln var ur bruk mellan 1921 och 1948. 1948 renoverades orgeln av Bröderna Moberg, Sandviken. |
| 1867 | Ängsö kyrka         | Västerås stift |          |         |         |                     | Ombyggnation av orgel. |